# 李陽 (東晋)
李 陽（り よう、生没年不詳）は、東晋初期の軍人。出身は不明。反乱討伐や後趙の侵攻を防いだ。

## 生涯
東晋に仕え、竟陵郡太守に任じられていた。
咸和3年（328年）9月、蘇峻の乱を鎮圧すべく、征西大将軍陶侃は盟主となって戦い、李陽は督護として参戦していた。朝廷側は苦戦が続き、平南将軍温嶠は自軍の兵糧が不足したため、陶侃から兵糧を借りようとした。陶侃は大いに怒り、荊州への撤退を考えた。
廬江郡太守毛宝が仲介に入り、李陽も陶侃に「今は討伐軍の足並みが揃っていないことが大事です。公（陶侃）が兵糧があるといえども、安んじて食事をすることなどできましょうか」と説いた。陶侃は米5万石の穀物を温嶠へ供出することで話がまとまり、撤退を取りやめた。李陽は石頭城の南で蘇峻軍を迎撃した。驃騎将軍蘇峻は軽騎で出陣したが落馬した。李陽の武将彭世が陣中で蘇峻を斬った。これを知った蘇峻軍は崩壊した。
咸和4年（329年）2月、討伐軍は一斉に石頭城を攻めた。李陽は蘇峻の弟の蘇逸と査浦で戦ったが敗れた。しかし、建威長史滕含が精鋭を率いて攻撃、蘇逸を破った。
咸和7年（332年）7月、陶侃の兄の子の南陽郡太守陶臻とともに新野を攻めて、これを攻略した。南中郎将桓宣・平西参軍陶斌も樊城を攻略、懼れた後趙の荊州刺史郭敬は荊州から撤退した。桓宣と李陽は襄陽を奪回した。
咸康5年（339年）9月、後趙の大都督夔安が石城を包囲した。李陽は応戦してこれを破り、斬首5千余の戦果をあげた。敗れた夔安は撤退した。
これ以後、李陽の事跡は史書に記されていない。